# Stoke-upon-Trent
Stoke-upon-Trent è una delle sei comunità che, aggregate, formano la città di Stoke-on-Trent, nella contea dello Staffordshire, in Inghilterra.